# Eisenbahnknoten Dresden

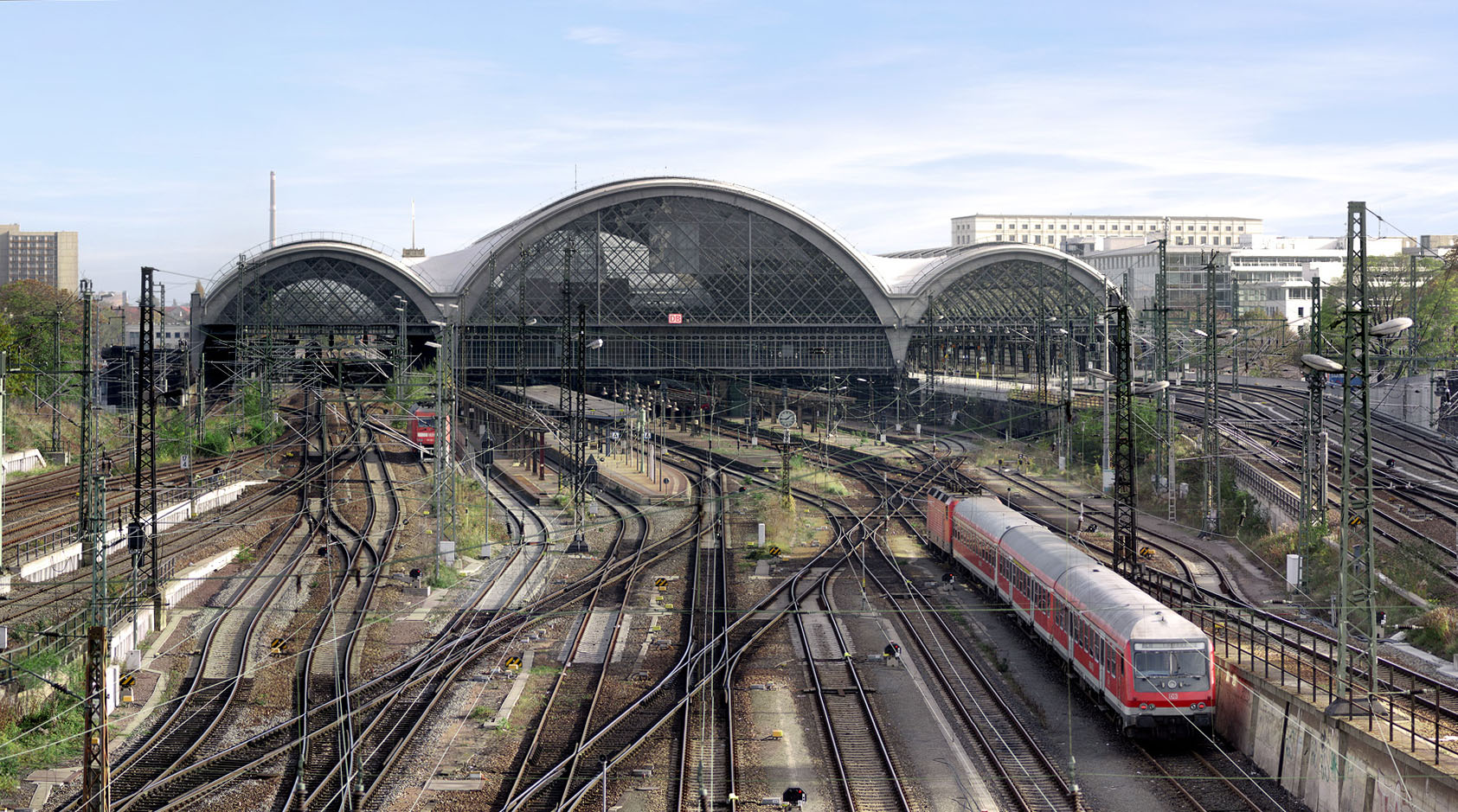
Das westliche Vorfeld des Dresdner Hauptbahnhofs

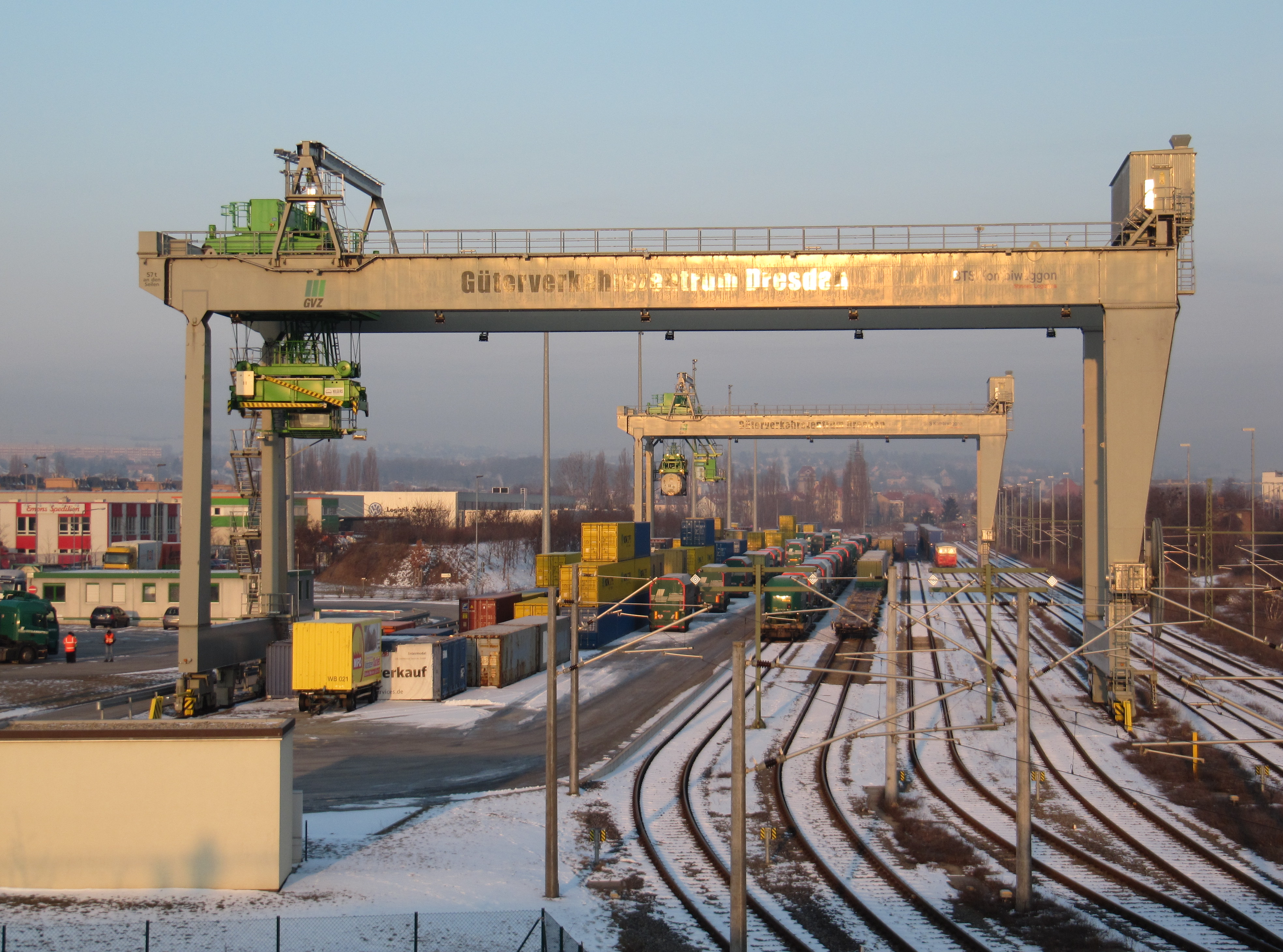
Das Güterverkehrszentrum für den kombinierten Verkehr im Bahnhof Dresden-Friedrichstadt

Der Eisenbahnknoten Dresden ist ein Knoten des Eisenbahnnetzes im Osten Deutschlands in Dresden und dessen Ballungsraum. Im Güterverkehr verflicht er Verkehre aus verschiedenen Richtungen innerhalb Deutschlands zum einzigen elektrifizierten Übergang von Deutschland nach Tschechien. Im Personenfernverkehr hat er Bedeutung als Endpunkt der mittleren ICE-Linie in Ost-West-Richtung an einem Bahnhof der höchsten Kategorie mit Bedeutung für Ostsachsen. Der Knoten ist nördlicher Ausgang des Paneuropäischen Verkehrskorridors IV.
Der Eisenbahnknoten wurde in den letzten Jahren ausgebaut. Der komplexe Ausbau des Knotens ist in Teilbereichen aber noch nicht abgeschlossen oder noch in Planung. Im Zuge des Ausbaus der Bahnstrecke Dresden-Leipzig, der Bahnstrecke Berlin–Dresden, sowie dem geplanten Neubau einer Schnellfahrstrecke Dresden–Prag verkürzen sich die Fahrzeiten im Personenverkehr auf diesen wichtigen Verbindungen, was künftig weiter steigende Anforderungen an den Eisenbahnknoten erwarten lässt.

## Geschichte

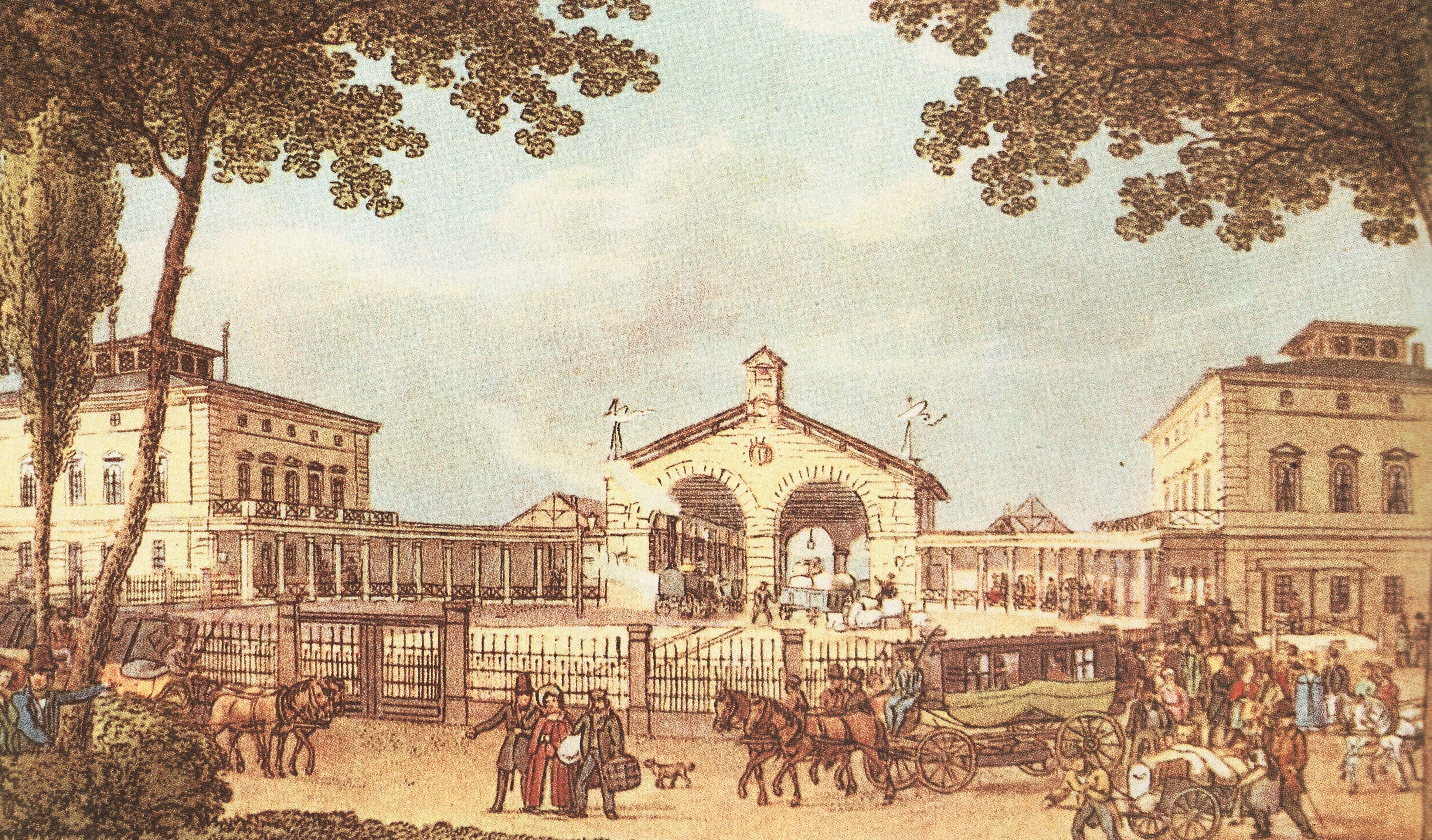
Der Leipziger Bahnhof

Mit Eröffnung der zweiten Fernstrecke von Dresden nach Görlitz wurde Dresden 1847 zu einem der ersten Eisenbahnknoten in Deutschland. Die beiden dafür angelegten Bahnhöfe lagen zumindest noch in Sichtweite zueinander, das Umsteigen war somit noch einfach möglich.

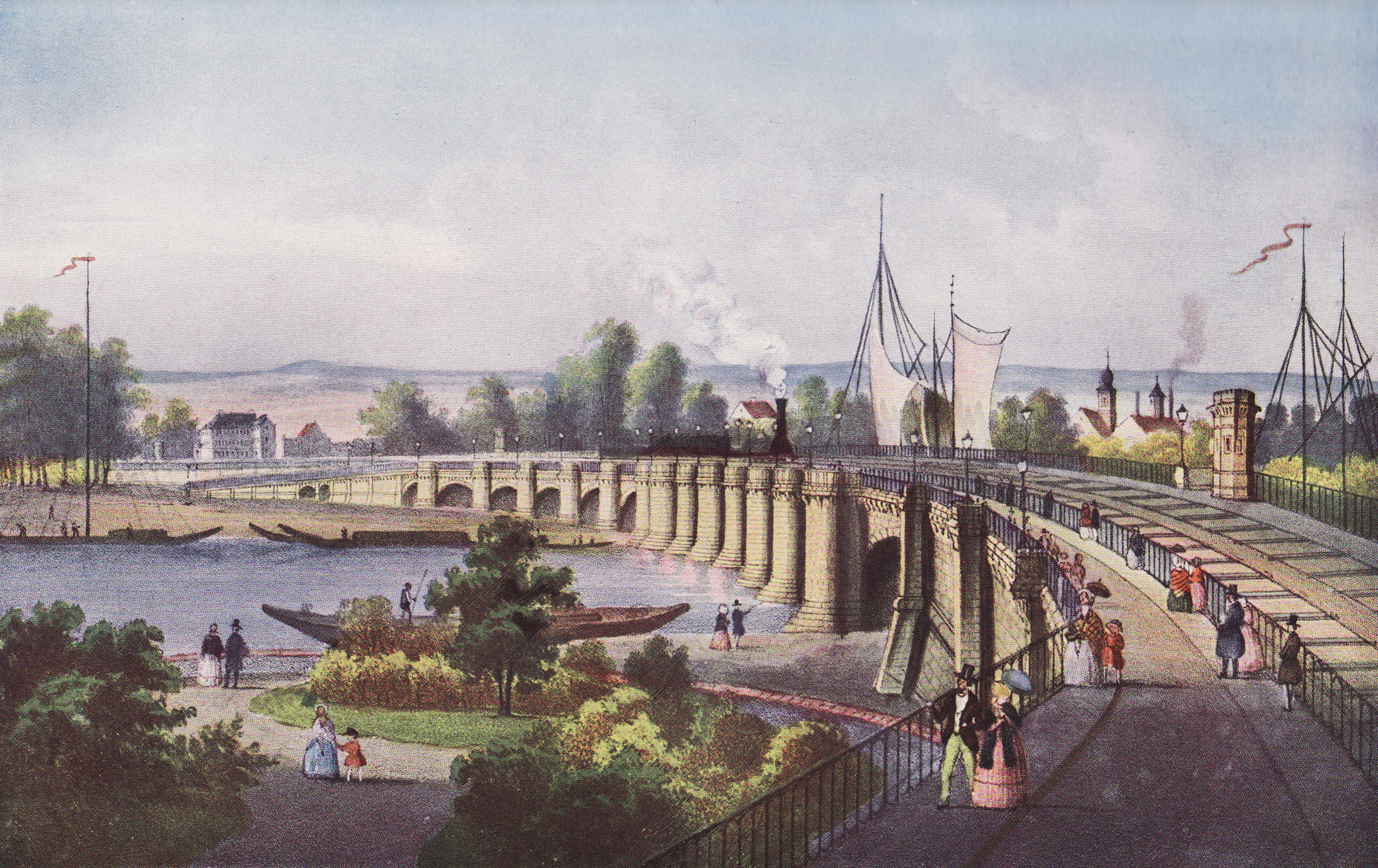
Mit Hilfe der 1852 erbauten Marienbrücke wurden die auf beiden Seiten der Elbe gelegenen Bahnanlagen verbunden

Mit Anschluss an das österreichische Eisenbahnnetz nach Prag und Wien ergab sich erstmals die Notwendigkeit, im Eisenbahnknoten die Elbe zu überqueren. Alle Strecken hatten getrennte Bahnanlagen, die später über die 1852 erbaute Marienbrücke verbunden waren. Diese Brücke führte Straßen- und Eisenbahnverkehr räumlich nicht getrennt. Ältester Bahnhof war der Leipziger Bahnhof in der gleichnamigen Vorstadt unmittelbar nördlich der Elbbrücke. Am Ort des Bahnhofs Dresden-Neustadt befand sich der Schlesische Bahnhof für den Verkehr nach Görlitz und Breslau. In der Nähe des späteren Hauptbahnhofs befand sich der Böhmische Bahnhof. Für eine Nahstrecke nach Tharandt existierte ein weiterer Lokalbahnhof, für die Fernstrecke nach Berlin noch ein weiterer Fernbahnhof: Der 1855 eröffnete Albertsbahnhof für den Vorort- und Güterverkehr Richtung Tharandt befand sich nördlich von Dresden-Plauen auf dem Gebiet des späteren Kohlenbahnhofs Dresden-Altstadt und der 1875 eröffnete Berliner Bahnhof im nördlichen Bereich des späteren Güterbahnhofs Dresden-Friedrichstadt. Um die Dresdner Innenstadt waren damit in einem Halbkreis (betriebliche) Kopfbahnhöfe angeordnet.

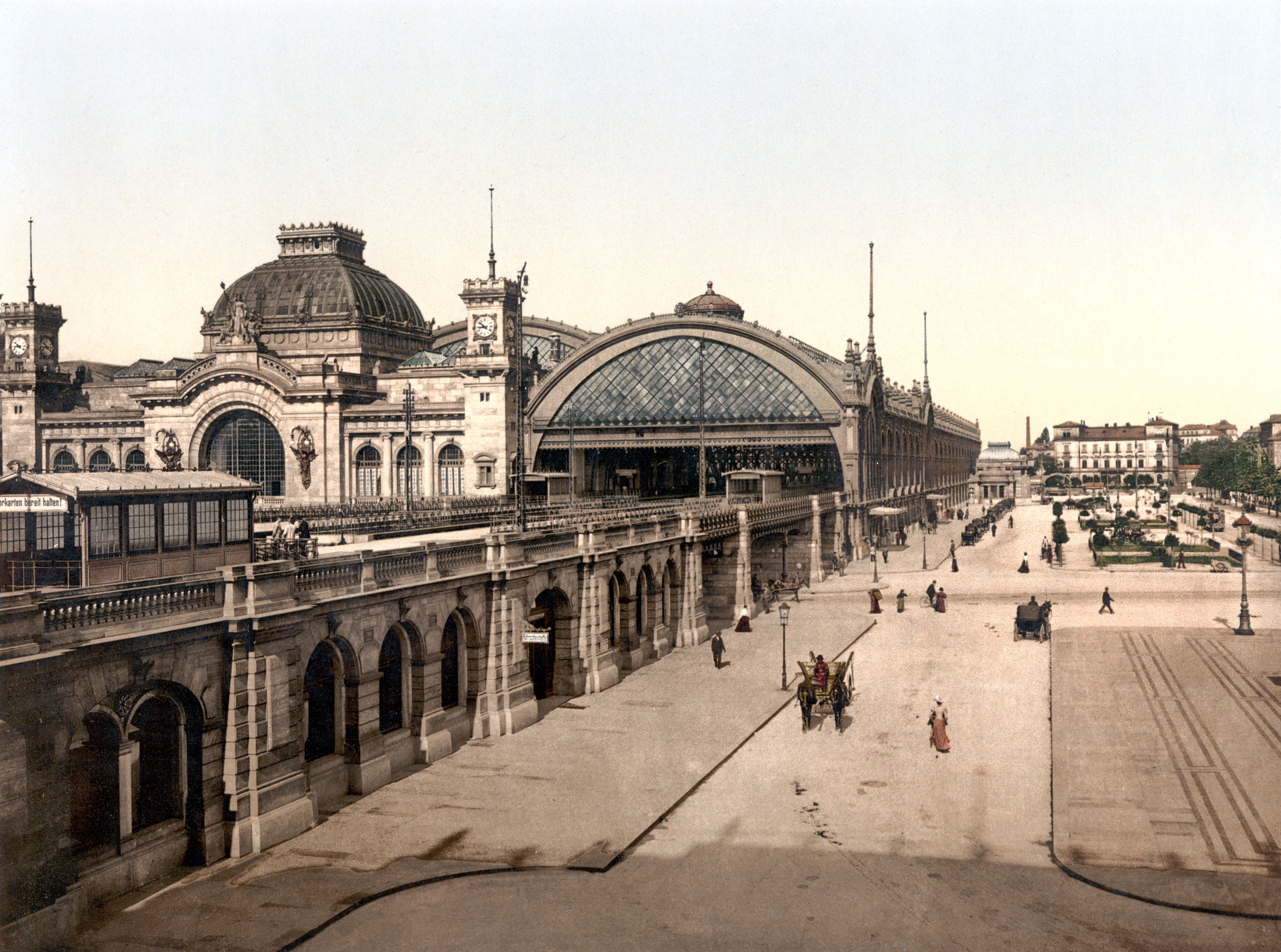
Dresden Hauptbahnhof um 1900

Schon 1869 wurde der Albertsbahnhof wieder geschlossen und als Ersatz der Böhmische Bahnhof mit genutzt. Damit erfolgte dessen erste Funktionserweiterung in Richtung der Entwicklung zum späteren Hauptbahnhof.
In den 1870er Jahren begannen die Königlich Sächsischen Staatseisenbahnen die bis dahin von privatrechtlichen Bahngesellschaften betriebenen Strecken zu übernehmen. Der Eisenbahnknoten Dresden war etwa ab 1888 vollständig in Besitz des Königreichs Sachsen und wurde von den Sächsischen Staatseisenbahnen betrieben. Das Königreich hatte bereits den Bau und Betrieb der Bahnstrecke nach Böhmen von Anfang an selbst geregelt und mit Österreich vertraglich vereinbart. Im Knoten fuhren bis zur Gründung der Deutschen Reichsbahn Züge der Preußischen und Sächsischen Staatseisenbahnen.

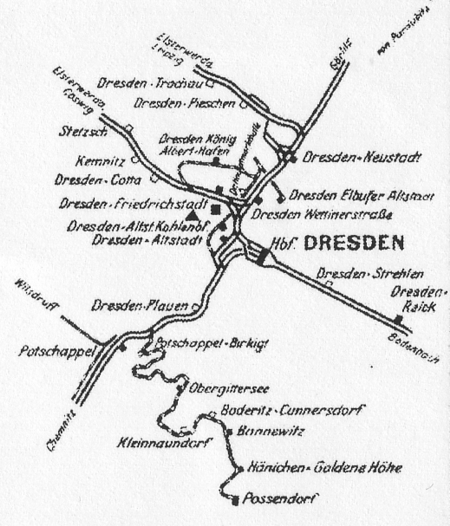
Der Eisenbahnknoten Dresden um 1908

Im Jahr 1892 begann die sächsische Eisenbahn die Eisenbahnstrecken zu einem leistungsfähigen Knoten zu verbinden. Für die vier getrennten Fernbahnhöfe wurden zwei große Bahnhöfe als Ersatz geplant. Die drei ursprünglichen Bahnhöfe wurden zu Güterbahnhöfen umgestaltet. Die Leistungsfähigkeit der Elbquerung sollte gesteigert werden. Im Jahr 1898 wurden der Hauptbahnhof und 1901 der Bahnhof Neustadt eröffnet. Zwischen 1898 und 1901 entstand die erste getrennte Eisenbahnbrücke auf Höhe der Marienbrücke. Zwischen den beiden Bahnhöfen entstand an der Könneritzstraße der Bahnhof Dresden Wettinerstraße (Dresden Mitte) als dritter Hallenbahnhof.

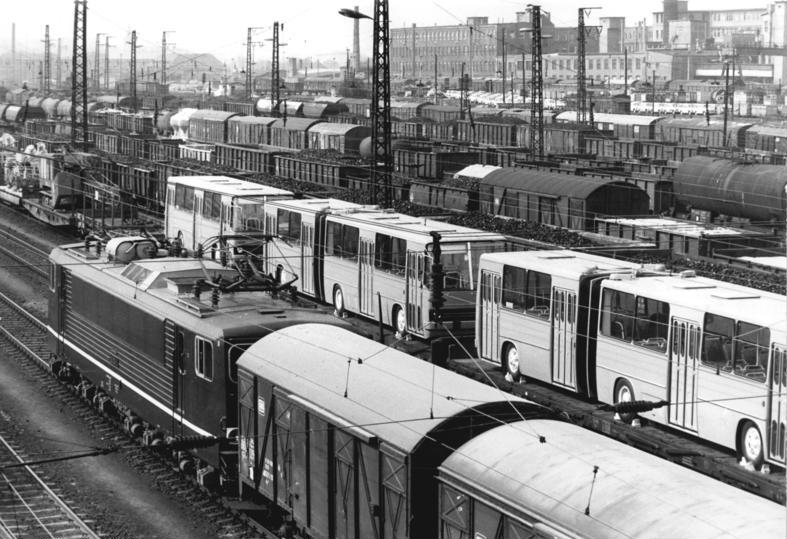
Bis 1990 war der Eisenbahnknoten Teil der Verbindung zwischen den RGW-Staaten und Westeuropa im Güterverkehr

In den letzten Monaten des Zweiten Weltkriegs waren die Eisenbahnanlagen mehrfach Ziel von Luftangriffen. Dabei wurden die drei großen Personenbahnhöfe und der Güterbahnhof in Friedrichstadt zerstört. Bereits 1945 war der Knoten großteils wieder in Betrieb. Teile der Anlagen wurden nach dem Krieg als Reparation an die Sowjetunion abgebaut (vor allem Gleise der Vorortbahn und Stahlbrücken).
Am 14. Dezember 1994 beauftragte die, im Januar des Jahres entstandene, Deutsche Bahn die Planungsgesellschaft Bahnbau Deutsche Einheit mit der Vorentwurfsplanung des im Knoten Dresden liegenden Abschnitts der Bahnstrecke Leipzig–Dresden. Die am 25. November 1994 vorgelegten Unterlagen wurden im Dezember 1995 von der Deutschen Bahn AG bestätigt.
Der Eisenbahnknoten ist an einigen Stellen einer Gefahr durch Hochwasser ausgesetzt. Beim Hochwasser der Elbe und deren Nebengewässer im Jahr 2002 wurde der Hauptbahnhof von der Weißeritz überschwemmt. Die Strecke nach Chemnitz verlässt den Knoten nach Südwesten durch das Tal der Weißeritz und wurde dort ebenfalls zerstört. Bei schwerem Hochwasser muss die Marienbrücke gegen Auftrieb gesichert werden und kann dann nicht befahren werden. Der Bahnhof Dresden-Neustadt ist hochwassersicher, obwohl er viel näher an der Elbe liegt als der Hauptbahnhof.

## Lage und Aufbau

### Verkehrsgeografie
Der gesamte Eisenbahnknoten erstreckt sich entlang des Elbtalkessels. Er liegt im Kernraum des Ballungsraums Dresden. Südwestlich bis südöstlich erstreckt sich das Erzgebirge, dessen höhere Lagen südlich von Freital beginnen. Nordwestlich schließt sich, noch von Ausläufern des Mittelsächsischen Hügellands durchzogen, der Übergang zum Norddeutschen Tiefland an. Im Osten und Nordosten befinden sich die Ausläufer der Sudeten. In Pirna geht der Grabenbruch in das Durchbruchstal der Elbe durch das Elbsandsteingebirge über.
Verkehrsgeografisch erfüllt der Knoten drei Aufgaben:
- Querung der Elbe
- Bündelung des Schienenverkehrs an den Lauf der Elbe
- Erschließung der umliegenden Gebirge durch Nebentäler

### Hauptstrecken

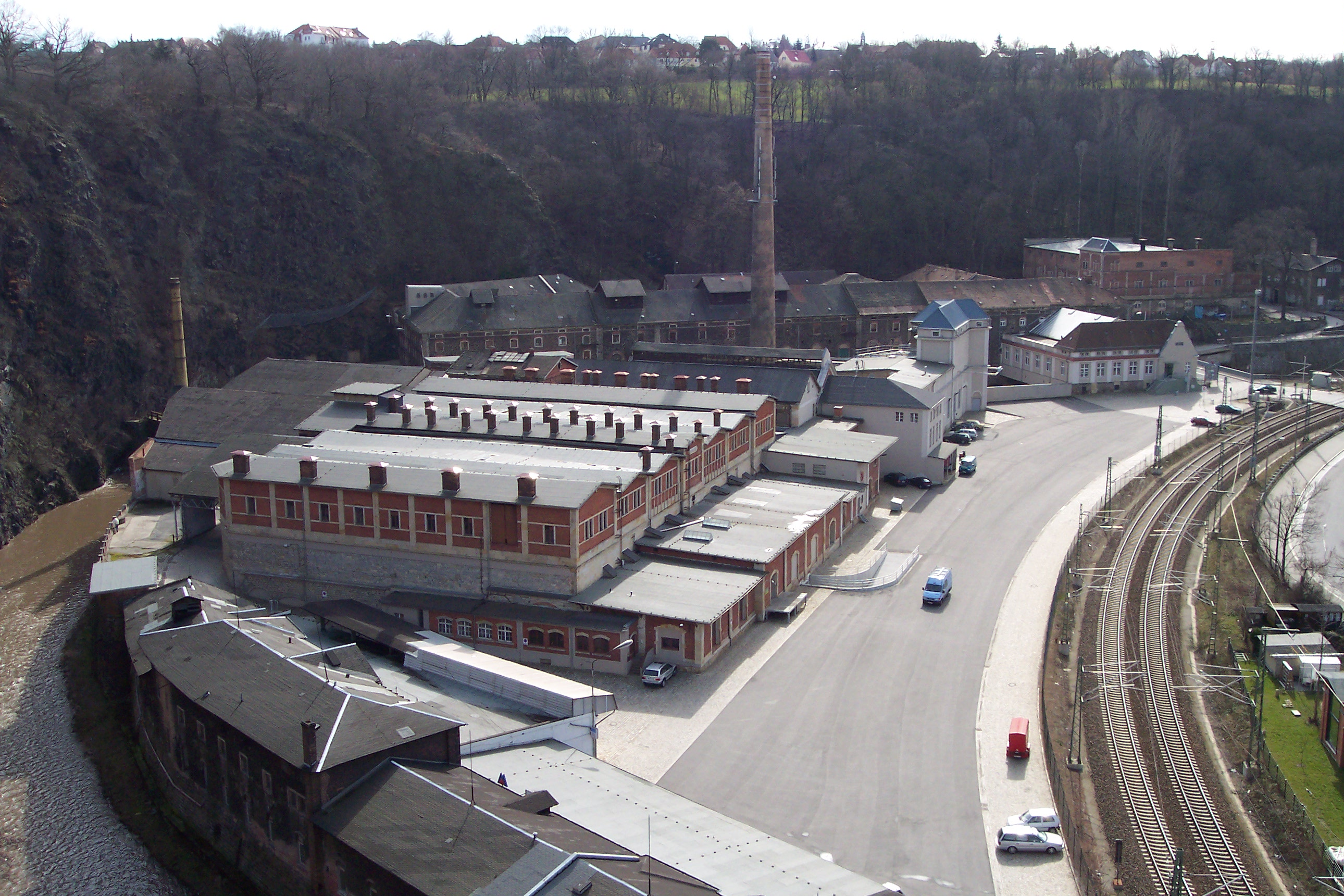
Die Bahnstrecke Dresden–Werdau zwischen Dresden und Freital im Plauenschen Grund

Der Knoten verbindet folgende Fern- und Hauptstrecken:
- Bahnstrecke Berlin–Dresden
- Bahnstrecke Dresden–Děčín (nach Děčín mit Fortführung weiter nach Prag)
- Bahnstrecke Dresden–Werdau (Abschnitt der Sachsen-Franken-Magistrale nach Chemnitz und Nürnberg)
- Bahnstrecke Görlitz–Dresden
- Bahnstrecke Leipzig–Dresden

### Nebenstrecken
Dezentral schließen im Randbereich des Knotens Nebenstrecken an:
- die Bahnstrecke Heidenau–Kurort Altenberg in Heidenau
- die Bahnstrecke Borsdorf–Coswig in Coswig
- die Bahnstrecke Dresden-Klotzsche–Straßgräbchen-Bernsdorf in Dresden-Klotzsche
- die Bahnstrecke Großenhain–Cottbus in Priestewitz
- die Bahnstrecke Kamenz–Pirna in Arnsdorf

Teil des S-Bahnnetzes sind die Flughafen-S-Bahn Dresden und die S-Bahn-Strecke Pirna–Coswig.

### Historische Strecken

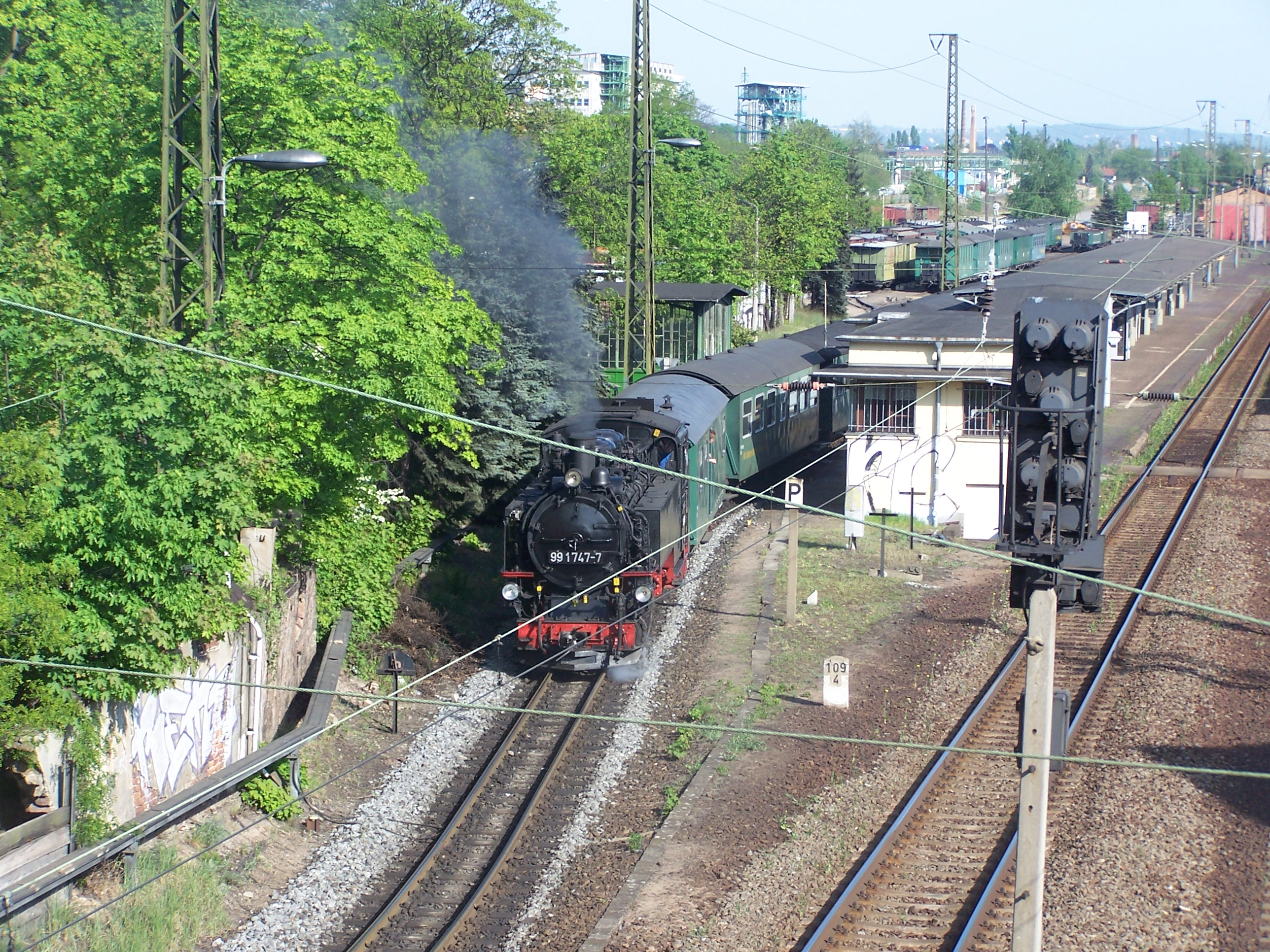
Bahnhof Radebeul Ost mit Schmalspurzug

Einzelne Nebenstrecken, die am Knoten anschließen, werden als Museumseisenbahnstrecke genutzt, sind Schmalspurstrecken oder wurden stillgelegt:
- die Windbergbahn in Freital am Windberg (Inselbetrieb)
- die Gottleubatalbahn in Pirna (abgebaut)
- die Schmalspurbahn Radebeul Ost–Radeburg in Radebeul (Tagesbetrieb und Traditionszüge mit Sonderfahrplan)
- die Weißeritztalbahn von Freital nach Kipsdorf
- die Bahnstrecke Pirna–Großcotta (abgebaut)

### Bahnhöfe und Bahnanlagen

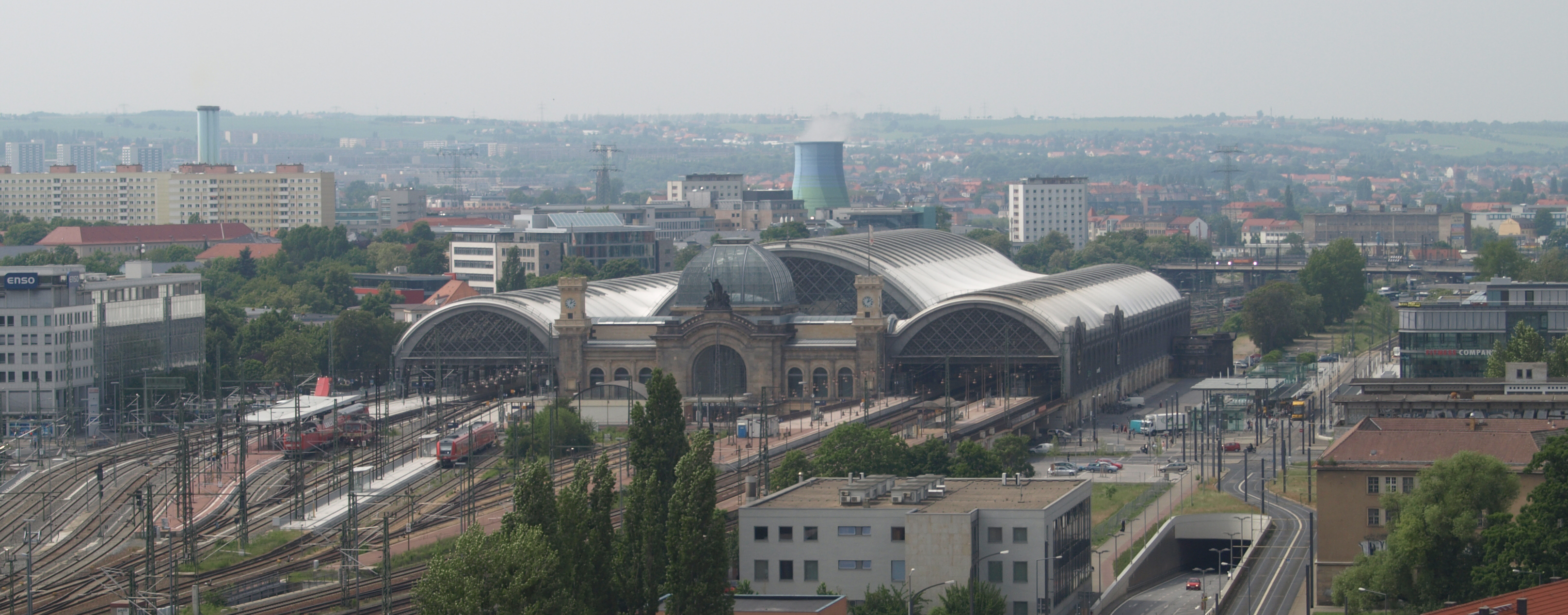
Dresden Hauptbahnhof

Zentrale Anlagen im Personenfernverkehr sind die beiden Fernbahnhöfe Dresden Hauptbahnhof und Bahnhof Dresden-Neustadt. Der Bahnhof Dresden-Friedrichstadt ist der zentrale Güterbahnhof des Knotens mit angeschlossenem Güterverkehrszentrum für den kombinierten Verkehr. Weitere bedeutende Anlagen sind der Bahnhofsteil Dresden-Altstadt sowie die Abstell- und Behandlungsanlage in Dresden-Reick.
Der Hauptbahnhof erstreckt sich in Ost-West-Richtung und verfügt über 16 Bahnsteiggleise. Davon liegen sieben im ebenerdigen Kopfbahnhofteil, umgeben von den als Hochgleisen ausgeführten Durchgangsgleisen: vier in der nördlichen und drei in der südlichen Halle. Weitere zwei Durchgangsgleise befinden sich außerhalb der südlichen Halle. Sie verfügen nicht über Bahnsteige und werden für den Güterverkehr genutzt. Er wird über zwei elektronische Stellwerke von der Betriebszentrale Leipzig aus gesteuert.

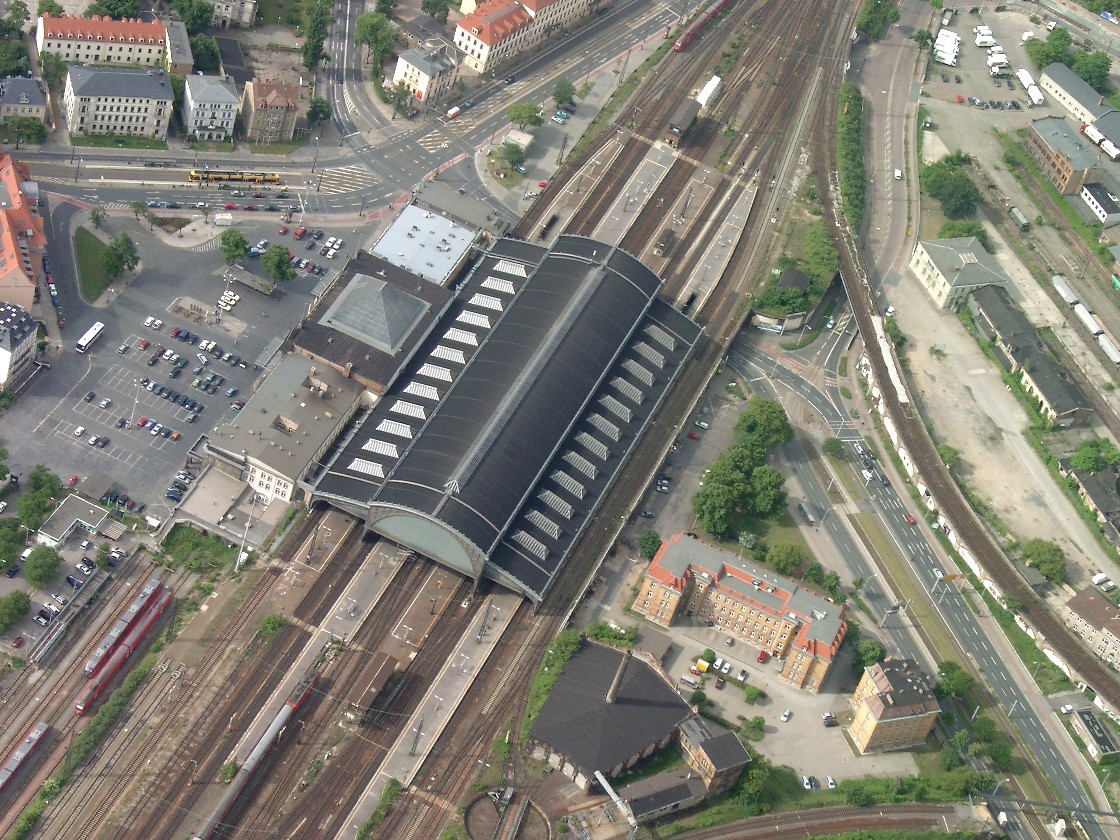
Der Bahnhof Dresden-Neustadt

Der Bahnhof Dresden-Neustadt ist ein Durchgangsbahnhof mit acht Bahnsteiggleisen etwa in Nord-Süd-Richtung gelegen. In seinem nördlichen Vorfeld teilen sich die Hauptstrecken nach Leipzig (in einer Kurve nach Westen) und nach Görlitz (in einer ansteigenden Gerade nach Norden). Der Bahnhof wird seit 2008 im Linienbetrieb ebenfalls aus der Betriebszentrale Leipzig heraus geführt. Bis dahin wurde der Bahnhof noch im Richtungsprinzip über örtliche mechanische Stellwerke gesteuert betrieben.
Südwestlich des Hauptbahnhofs befindet sich die Zugbehandlungs- und Wartungsanlage der DB Regio im früheren Güterbahnhof Dresden-Altstadt. Dort werden Regionalzüge abgestellt und gewartet. Die Anlage gehört zum Verkehrsbetrieb Südostsachsen der DB Regio Südost. Die Abstellanlage im nördlichen Vorfeld des Bahnhofs Dresden-Neustadt wurde abgebaut.

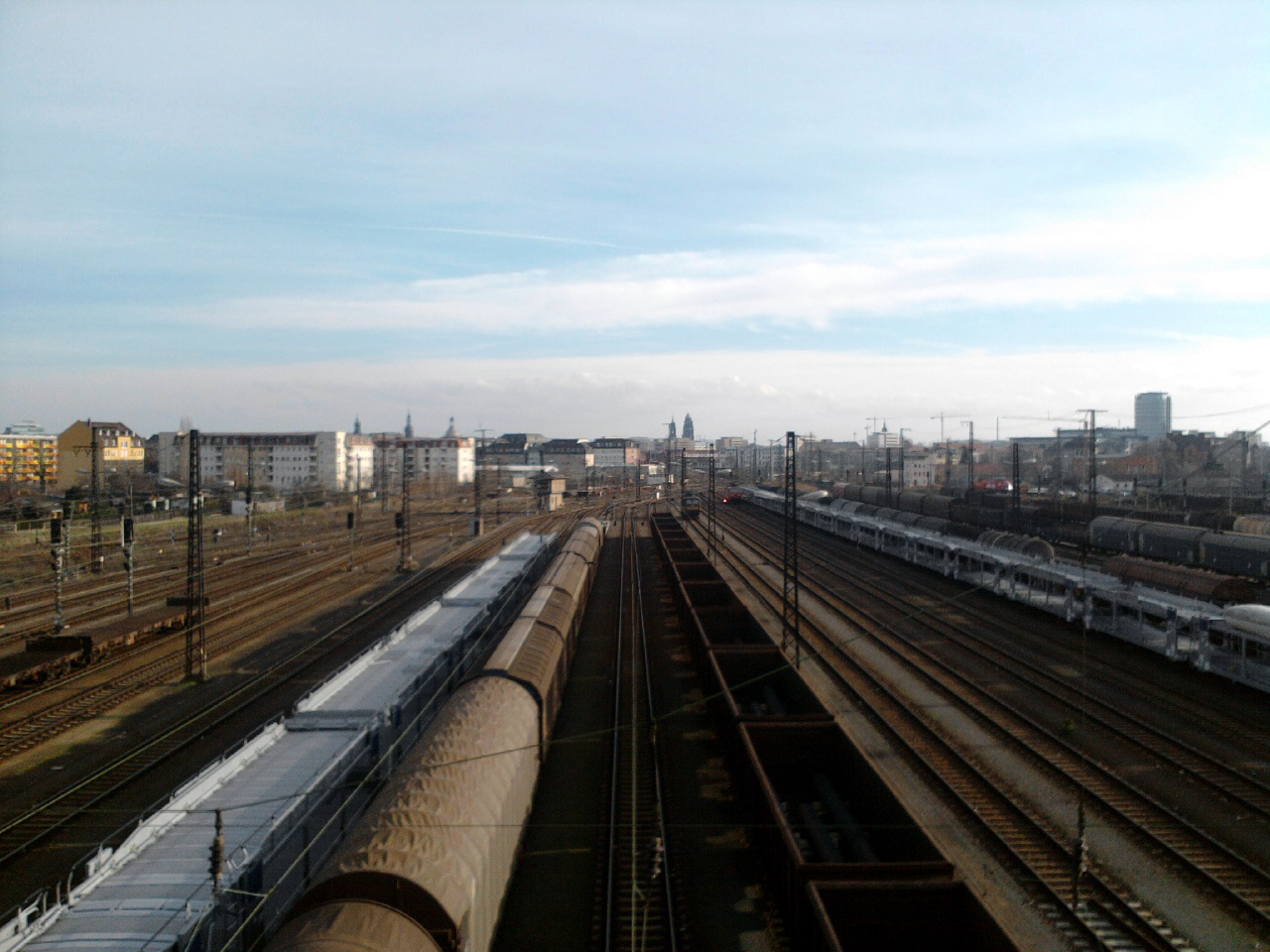
Der Bahnhof Dresden-Friedrichstadt (Blick Richtung Innenstadt)

Der Güterbahnhof Dresden-Friedrichstadt dient der Zugbehandlung und ist als Gefällebahnhof erbaut. Er hat 34 Richtungsgleise, in die Güterwagen einseitig abgerollt und Züge im Einzelwagenverkehr zusammengestellt wurden. Auf seiner südlichen Seite hat er das einzige Containerterminal für den kombinierten Verkehr in Dresden. Im grenzüberschreitenden Verkehr nach Tschechien ist er eine Betriebsstelle zum Lokwechsel, da in Tschechien ein anderes Bahnstromsystem verwendet wird.
Die beiden Fernbahnhöfe werden durch die Marienbrücke verbunden, über die fünf Gleise führen. Im Westen des Knotens befindet sich die Eisenbahnbrücke Niederwartha über die Elbe.

### Konzept

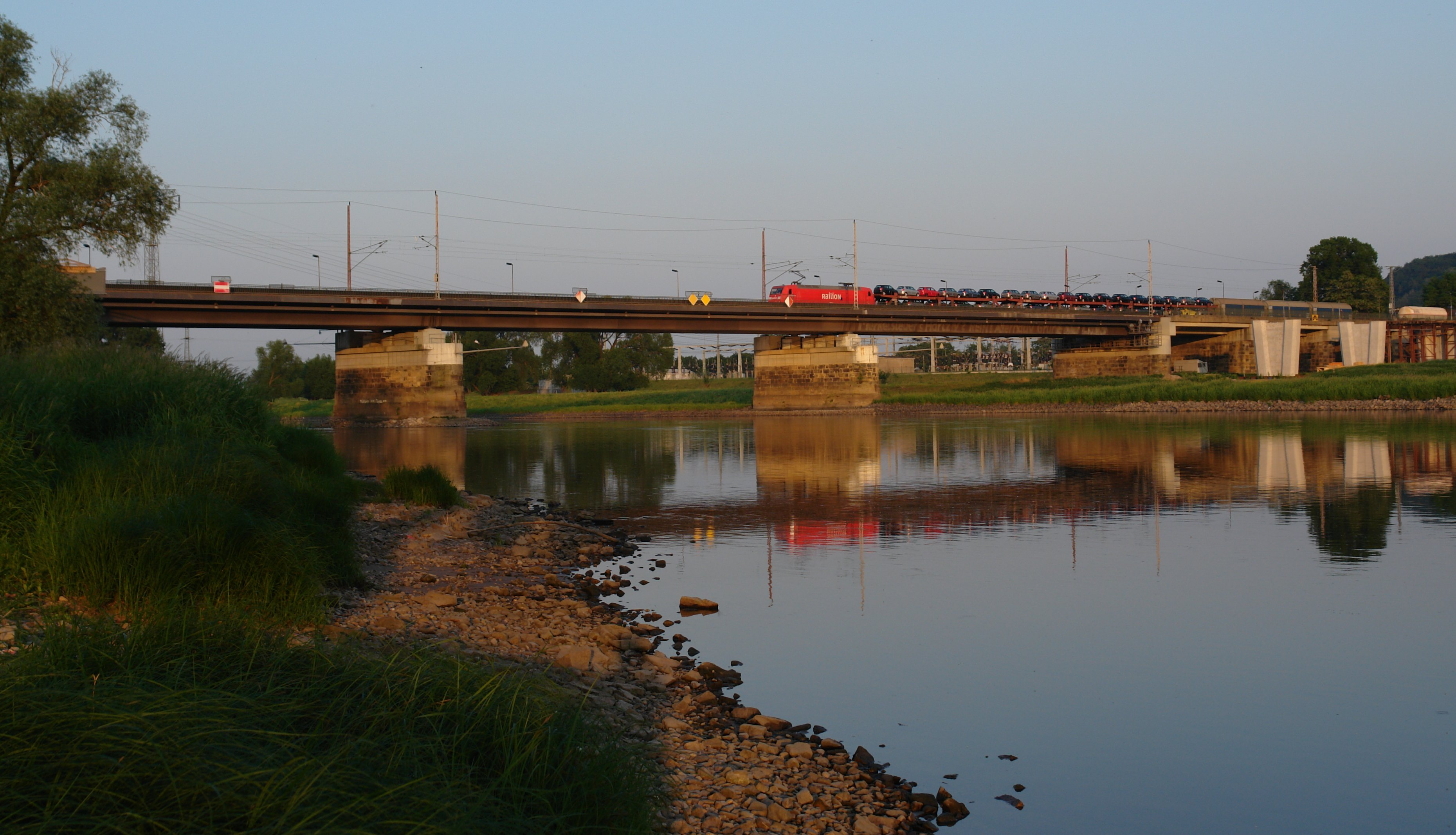
Im Westen bei Radebeul-Naundorf wird der Güter- vom Personenverkehr entflochten und über die Elbebrücke Niederwartha geführt

Der Knoten ist nach dem Stammprinzip aufgebaut. In seinen Grundzügen ist er mit dem Zustand von 1902 identisch. Im westlichen Teil des Knotens wird der Güter- und Personenfernverkehr über zwei Stränge entflochten: Bei Radebeul wird der Güterverkehr über die Elbe geführt und erreicht südlich der Elbe den Güterbahnhof Dresden-Friedrichstadt aus westlicher Richtung. Der Personenverkehr wird vornehmlich nördlich der Elbe geführt. Fernzüge fahren so die beiden Fernbahnhöfe auf beiden Elbseiten an.
Zwischen dem Hauptbahnhof und dem Bahnhof Dresden Mitte existieren zwei Gleisdreiecke. Diese stellen die Verbindung zum Bahnhofsteil Dresden-Altstadt und zum Bahnhof Dresden-Friedrichstadt her. Der Verkehr durch das Elbtal nach Tschechien passiert zwangsläufig den Hauptbahnhof. Zwischen Dresden-Neustadt und Pirna ist die Strecke viergleisig (zwischen Dresden-Neustadt und Dresden Hbf bis zu sechsgleisig) ausgebaut und wird mit bis zu 160 km/h befahren. Zwei der vier Gleise werden für den S-Bahnverkehr genutzt und verfügen über Bahnsteige. Die anderen beiden Gleise nutzt der Personenfern- und Güterverkehr.

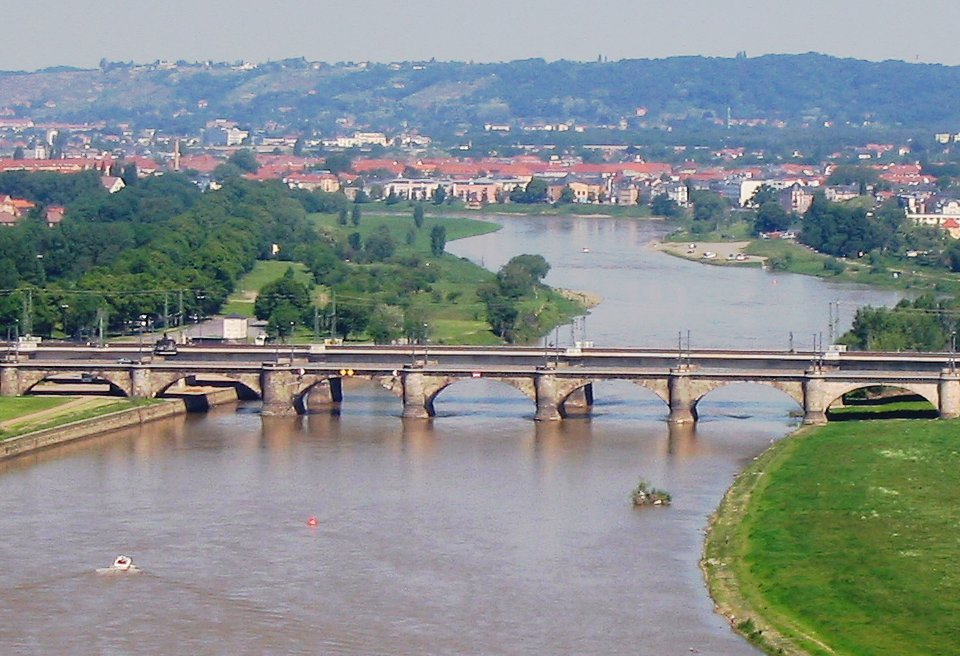
Die Marienbrücke dient vorrangig der Elbquerung des Personenverkehrs

Die Eisenbahnstrecke nach Chemnitz zweigt am Hauptbahnhof in einem Bogen nach Süden ab. Sie erreicht schnell das eingekerbte Tal der Weißeritz, in dem sie einer ersten steilen Rampe nach Freiberg zugeführt wird.
Die Strecke nach Görlitz verlässt den Bahnhof Neustadt nach Norden und umläuft am westlichen und nördlichen Rand die Erhebungen des Westlausitzer Hügel- und Berglands.
Der Knoten wird fast ausschließlich aus der Betriebszentrale Leipzig über elektronische Stellwerke gesteuert. Ausnahmen sind die Stellwerke in Dresden-Altstadt, Dresden-Friedrichstadt, Cossebaude, Radebeul-Naundorf und Coswig sowie das der Abstell- und Behandlungsanlage in Dresden-Reick. Der Knoten Dresden wurde beim letzten Ausbau so gestaltet, dass das Linienprinzip bei der Zuordnung der Bahnsteige angewandt wird.

## Ausbau

### Knoten

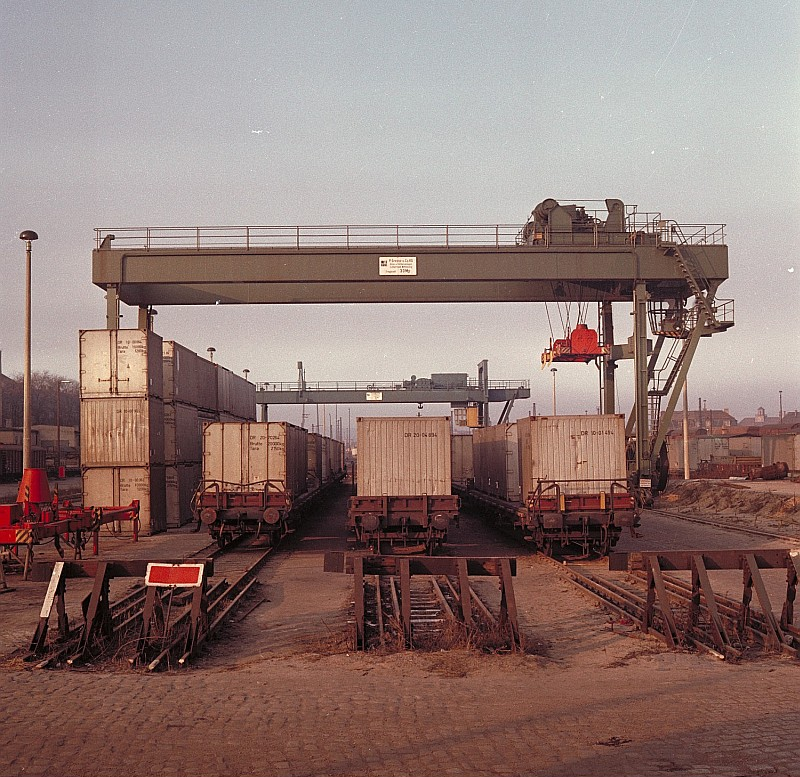
Das alte Container-Terminal (abgebildet 1972) am Gbf Dresden-Neustadt wurde durch ein neues Güterverkehrszentrum am Gbf Friedrichstadt ersetzt

Der Ausbau des Knotens erfolgte und erfolgt im Wesentlichen als Teil der Verkehrsprojekte Deutsche Einheit (VDE Nr. 9 Bahnstrecke Dresden–Leipzig, zweite Baustufe). Im Bau begriffen sind noch wenige Vorhaben und Anlagen.
Die betriebliche Trennung der Fernstrecken nach Leipzig und Berlin erfolgte in der Vergangenheit in Radebeul. Aktuell werden die Fernverkehrslinie bis zum Abzweig Kottewitz gemeinsam auf der Strecke Berlin–Dresden parallel zur Strecke Leipzig–Dresden geführt. Beide Strecken verlaufen parallel in kurvigen Abschnitten durch das südliche Hügelland der Großenhainer Pflege. Über Coswig werden Züge des Regional- und Güterverkehr geführt.
DB Netz baute eine neue Zugbehandlungs- und Abstellanlage für Fernzüge in Reick auf den Flächen des vor einigen Jahren abgebauten Bahnhofs Dresden-Reick. Diese ist etwa 5 Minuten Fahrzeit vom Hauptbahnhof entfernt und von allen durchgehenden Gleisen der Nord- und Südhalle des Hauptbahnhofs zu erreichen. Die Gleise des Bahnhofteils Dresden-Altstadt sind nur von der Südhalle und von den Kopfgleisen in der Bahnhofshalle aus erreichbar.

### Kanten
Der Ausbau der an den Knoten anschließenden Fernstrecken ist teilweise mittelfristig zurückgestellt oder noch in Vorplanungsphasen. Für den Knoten relevante Bauvorhaben der Kanten im Schienennetz sind:
- Ausbaustrecke Berlin–Dresden (Ertüchtigung für Geschwindigkeiten bis 200 km/h)
- Ausbaustrecke Leipzig–Dresden, Abschnitt Riesa–Dresden (Ertüchtigung für Geschwindigkeiten bis 200 km/h)
- Ausbaustrecke Nürnberg–Hof–Reichenbach (Elektrifizierung der Sachsen-Franken-Magistrale)

Im Falle der Realisierung der angedachten Schnellfahrstrecke Dresden–Prag bekäme der Knoten Dresden zusätzliche Kapazitäten von und nach Tschechien.

## Verkehr

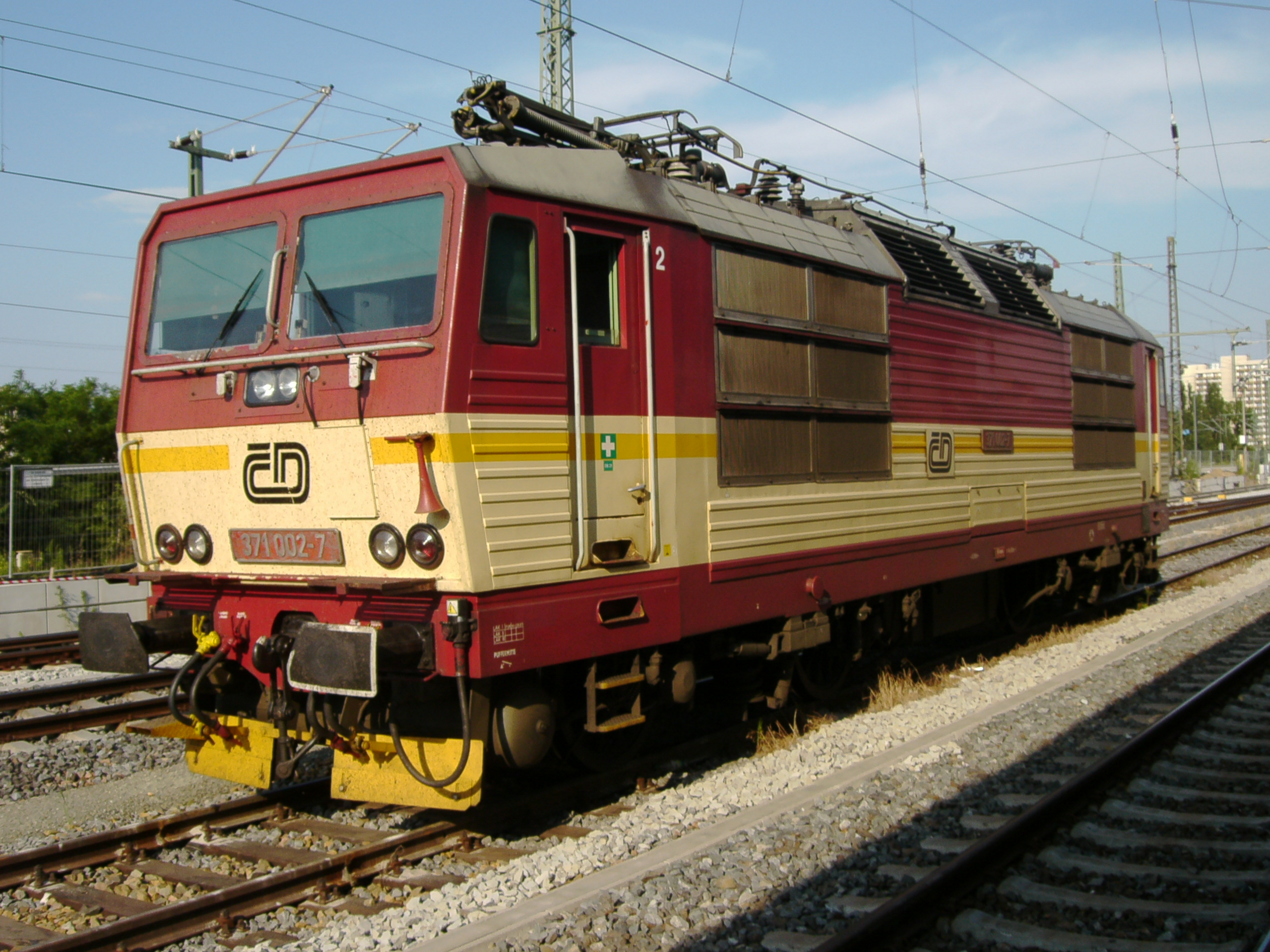
Bedingt durch die unterschiedlichen Stromsysteme werden im Eisenbahnknoten Dresden Lokwechsel im grenzüberschreitenden Personen- und Güterverkehr vorgenommen

### Personenfernverkehr
Im Fernverkehr ist der Knoten Ausgangsort der Linie 50 im Netz des Intercity-Express-Verkehrs von Dresden über Leipzig, Erfurt, Eisenach und Fulda nach Frankfurt am Main. Ebenso beginnt die Intercity-Linie 55 in Dresden und verläuft über Leipzig, Magdeburg und Hannover nach Köln. Seit dem Fahrplanwechsel im Dezember 2019 gibt es mit der IC-Linie 17 eine getaktete Verbindung in Richtung Norden über Berlin nach Rostock und Warnemünde.
Durch den Knoten verläuft die Eurocity/Intercity-Linie 27 von Budapest über Prag, Dresden und Berlin nach Hamburg (z. T. weiter nach Westerland oder Kiel).
Auf der Sachsen-Franken-Magistrale in Richtung Westsachsen und Bayern gab es seit Dezember 2006 keinen Fernverkehr mehr, seit Juni 2022 jedoch verkehren zwei verlängerte Zugpaare der IC-Linie 17 aus Berlin und Rostock wieder über Freiberg bis nach Chemnitz. Aufgrund der Finanzierung durch den Freistaat Sachsen sind dabei zwischen Dresden und Chemnitz auch Nahverkehrstickets gültig.
Im internationalen Nachtreiseverkehr wird Dresden nach Einstellung der City Night Line seitens der DB (Dezember 2016) und des EuroNight 476/477 Berlin–Prag–Budapest (mit Kurswagen nach Wien) (Dezember 2017) nicht mehr bedient.

### Regionalverkehr
Der Knoten dient im Personenverkehr der Anbindung der Lausitz und Südostsachsens an den Fernverkehr. In die Lausitz führen Regionallinien nach Görlitz (Regional-Express und Regionalbahn), nach Zittau (Regional-Express und Regionalbahn), nach Cottbus (Regional-Express), nach Hoyerswerda (Regional-Express) und nach Elsterwerda (Regionalbahn). Diese Linien verbinden weitere Mittelstädte wie Bautzen und Großenhain.
Nach Leipzig ist eine stündliche Regional-Expresslinie eingerichtet, die wie der Fernverkehr über Riesa verläuft. Ebenfalls stündlich fahren Regional-Expresszüge von Dresden nach Hof (mit Anschluss nach Nürnberg). Zusätzlich verkehren Regionalbahnen zwischen Dresden, Chemnitz und Zwickau sowie nach Königsbrück und ins Müglitztal.
Grenzüberschreitende Regional-Express-Linien verbinden Dresden täglich zwei- bis dreimal mit Breslau und viermal mit Liberec.
Im Wochenend-Ausflugsverkehr verkehrt in den Sommermonaten ab Dresden der „Wanderexpress Bohemica“ nach Litoměřice und zurück, an den Adventswochenenden täglich ein zusätzlicher Regional-Express von Ústí nad Labem über Děčín und Bad Schandau nach Dresden und zurück.

### S-Bahnverkehr

Liniennetz der S-Bahn Dresden

Die S-Bahn Dresden verkehrt mit vier Linien im gesamten Eisenbahnknoten bis auf die Strecke von Klotzsche zum Flughafen entlang der Hauptstrecken. Die Linie S1 verbindet dabei in Hauptausrichtung des Knotens Pirna und Heidenau am südöstlichen Rand des Ballungsgebiets mit Radebeul und Meißen, die nordwestlich von Dresden liegen. Zwischen Pirna und Dresden-Neustadt verlaufen verdichtend zur Linie S1 die Linie S2 zum Flughafen Dresden und die Linie S8 nach Kamenz. Die Linie S3 beginnt am Hauptbahnhof und führt über Freital nach Tharandt bzw. weiter nach Freiberg.

### Güterverkehr

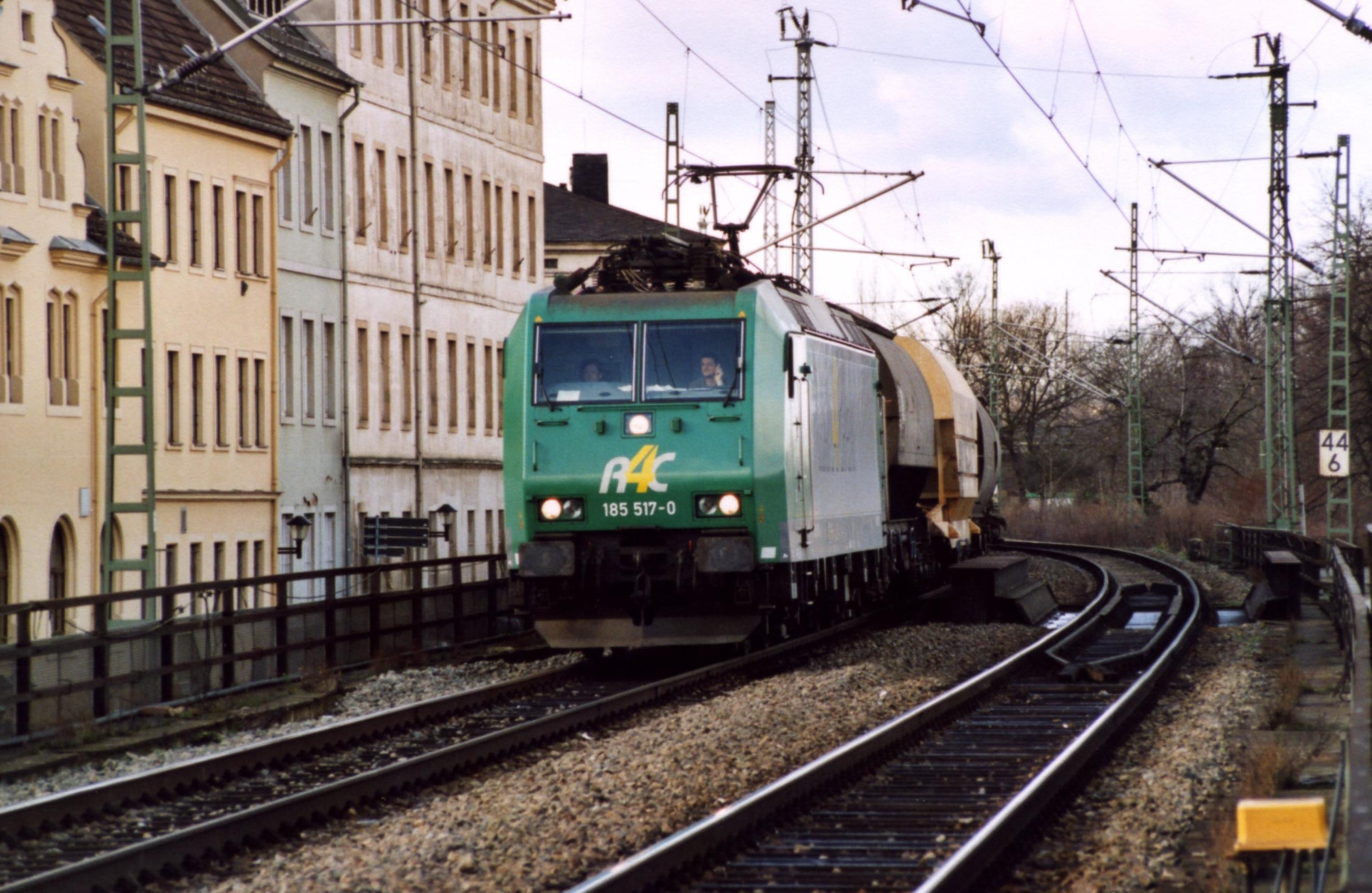
Zug mit chemischen Gütern auf der Elbtalbahn

Wichtige Aufgabe des Eisenbahnknotens ist die Ordnung und Disponierung des Verkehrs auf der Elbtalbahn Richtung Tschechien. Durch die Kapazitäten im Knoten wird dazu auf deutscher Seite die Zugfolge gesteuert und beeinflusst. Ferner verteilt sich durch den Knoten der Güterverkehr in alle Richtung in Deutschland und wird mit dem Personenverkehr vermischt. Die Disponierung erfolgt durch die Betriebszentrale Leipzig.
Beförderte Güter gehören zum Seehafenhinterlandverkehr Richtung Südosteuropa (Automobile, Container) sowie umfassen chemische Erzeugnisse oder Vorerzeugnisse der Automobilindustrie in Mitteldeutschland, Tschechien und Polen.

## Streckensicherung
Der zentrale Teil des Knotens Dresden wird als Betriebsstelle Bahnhof Dresden geführt. Es handelt sich um einen Bahnhof im Sinne der eisenbahnbetrieblichen und sicherungstechnischen Definition im Netz der Deutschen Bahn AG.
Mit dem Umbau des Knoten Dresden wurden die ehemaligen Bahnhöfe Dresden Mitte, Dresden-Neustadt, Dresden-Neustadt Gbf und Dresden Hauptbahnhof, mit seinem Bahnhofsteil Dresden-Altstadt, sowie die ehemaligen Abzweigstellen Dresden Hbf und Dresden Mitte zur Betriebsstelle Bahnhof Dresden zusammengefasst. Zwischen diesen Bahnhofsteilen existiert keine „freie Strecke“ und keine Einfahr- und Ausfahrsignale mehr (nur noch Zwischensignale).
Vor der Einführung der elektronischen Sicherungstechnik waren unter anderem wegen begrenzten Stellentfernungen zwischen Stellwerk und Außenanlage und fehlender Gleisfreimeldung beziehungsweise Zugschlusserkennung Bahnhöfe örtlich relativ begrenzt und mit mindestens einem Fahrdienstleiterstellwerk ausgerüstet. Zwischen Bahnhöfen existierte „freie Strecke“ und die Sicherung der Zugfahrten erfolgte durch den Streckenblock.